# Dunevo, Smolean
Dunevo (în bulgară Дунево) este un sat în comuna Smolean, regiunea Smolean,  Bulgaria. 

## Demografie
Componența etnică a satului Dunevo
     Bulgari (97,84%)
     Nicio identificare (2,15%)
     Altele (0%)
La recensământul din 2011, populația satului Dunevo era de 139 locuitori. Din punct de vedere etnic, majoritatea locuitorilor (97,84%) erau bulgari. Pentru 2,15% din locuitori nu este cunoscută apartenența etnică.